# Loxostomoides
Loxostomoides es un género de foraminífero bentónico de la familia Bolivinidae, de la superfamilia Bolivinoidea, del suborden Buliminina y del orden Buliminida. Su especie tipo es Bolivina applinae. Su rango cronoestratigráfico abarca el Senoniense (Cretácico superior).

## Discusión
Clasificaciones previas incluían Loxostomoides en el suborden Rotaliina del orden Rotaliida.

## Clasificación
Loxostomoides incluye a las siguientes especies:
- Loxostomoides applinae †
- Loxostomoides bortonica †
- Loxostomoides digitata †
- Loxostomoides hoeglundi †
- Loxostomoides ilaroensis †
- Loxostomoides pseudodigitale †
- Loxostomoides zsigmondyi †